# Општина Глодени (Дамбовица)
Глодени (рум. Glodeni) општина је у Румунији у округу Дамбовица.
Oпштина се налази на надморској висини од 316 m.